# Fragata Tipo 054A
El Tipo 054A (denominación OTAN/OSD Jiangkai II) es una clase de fragata de misiles guiados de la República Popular China. Es un desarrollo de la fragata Tipo 054. En comparación con su predecesora, el Tipo 054A tiene capacidad de defensa aérea de alcance medio en forma de radar Tipo 382 y misiles tierra-aire HHQ-16 de lanzamiento vertical (VLS).
El Tipo 054A entró en servicio con la Armada del Ejército Popular de Liberación (PLAN) en enero de 2008 y era un componente clave de la flota de superficie del PLAN a finales de la década de 2010.  La producción continuó en 2021.

## Desarrollo

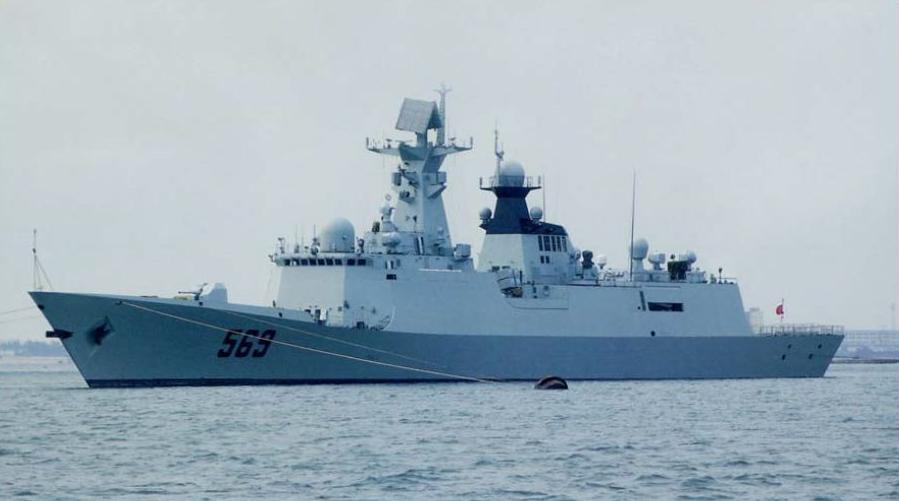
Xuzhou en 2014.

Construidas de 2008 a 2019 con 30 unidades entregadas; la primera, Xuzhou, fue comisionada con la PLAN en 2008. En 2017/18 la marina de guerra de Pakistán ordenó cuatro unidades (Tipo 054A/P). A enero de 2022 fue asignada la primera.

## Características

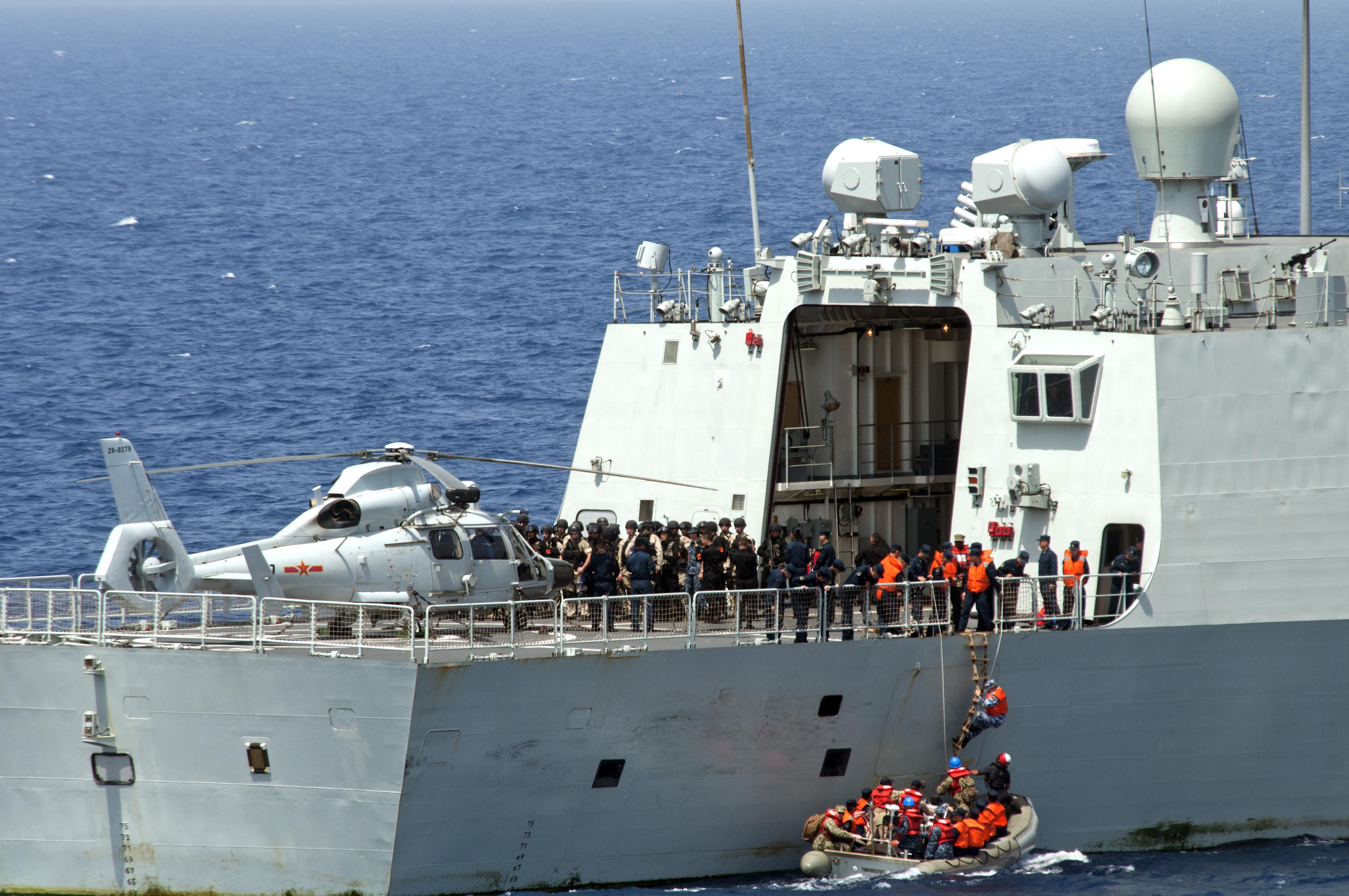
Un helicóptero Harbin Z-9 a bordo de la cubierta de popa de la fragata Yiyang (FF 548) durante un ejercicio bilateral de lucha contra la piratería entre China y EE. UU. en 2012.

Fragata de 3600 t de desplazamiento y 134 m de eslora; propulsión CODAD (combinado diésel y diésel) con 4× motores diésel con potencia total de 18 880 kW (velocidad 27 nudos y autonomía 8000 mn); de armas 1× cañón de 76 mm, 2× CIWS de 30 mm, misiles superficie-aire HQ-16; misiles antibuque HJ-83; y 2× tubos lanzatorpedos, tiene un costo de 600 millones por cada unidad.

## Unidades
| Número de casco | Nombre            | Astillero       | Botado             | Alta                    | Flota                   | Estado |
| --------------- | ----------------- | --------------- | ------------------ | ----------------------- | ----------------------- | ------ |
| 500             | 咸宁 / Xianning   |                 |                    |                         |                         | Activo |
| 515             | 滨州 / Binzhou    |                 |                    | 29 de diciembre de 2016 | Flota del Mar del Este  | Activo |
| 529             | 舟山 / Zhoushan   |                 |                    |                         |                         |        |
| 530             | 徐州 / Xuzhou     |                 |                    | 27 de enero de 2008     | Flota del Mar del Este  | Activo |
| 531             | 湘潭 / Xiangtan   |                 |                    |                         |                         |        |
| 532             | 荆州 / Jingzhou   |                 |                    |                         |                         |        |
| 536             | 许昌 / Xuchang    |                 |                    | 23 de junio de 2017     | Flota del Mar del Este  | Activo |
| 538             | 烟台 / Yantai     |                 |                    |                         | Flota del Mar del Norte | Activo |
| 539             | 芜湖 / Wuhu       | Hudong-Zhonghua | 8 de junio de 2016 | 29 de junio de 2017     | Flota del Mar del Norte | Activo |
| 542             | 枣庄 / Zhaozhuang |                 |                    |                         |                         |        |
| 546             | 盐城 / Yancheng   |                 |                    |                         | Flota del Mar del Norte | Activo |
| 547             | 临沂 / Linyi      |                 |                    |                         |                         | Activo |
| 548             | 益阳 / Yiyang     |                 |                    |                         |                         |        |
| 549             | 常州 / Changzhou  |                 |                    |                         |                         | Activo |
| 550             | 潍坊 / Weifang    |                 |                    | 2013                    | Flota del Mar del Norte | Activo |
| 568             | 衡阳 / Hengyang   |                 |                    |                         |                         |        |
| 569             | 玉林 / Yulin      |                 |                    |                         |                         | Activo |
| 570             | 黄山 / Huangshan  |                 |                    |                         |                         | Activo |
| 571             | 运城 / Yuncheng   |                 |                    |                         |                         | Activo |
| 572             | 衡水 / Hengshui   |                 |                    |                         |                         | Activo |
| 573             | 柳州 / Liuzhou    |                 |                    | 2013                    | Flota del Mar del Sur   | Activo |
| 574             | 三亚 / Sanya      |                 |                    |                         |                         |        |
| 575             | 岳阳 / Yueyang    |                 |                    |                         |                         |        |
| 576             | 大庆 / Daqing     | Huangpu         |                    |                         |                         |        |
| 577             | 黄冈 / Huanggang  | Huangpu         |                    | Enero de 2015           | Flota del Mar del Este  | Activo |
| 578             | 扬州 / Yangzhou   |                 |                    |                         |                         | Activo |
| 579             | 邯郸 / Handan     |                 |                    |                         |                         | Activo |
| 598             | 日照 / Rizhao     | Huangpu         | Abril de 2017      | 12 de enero de 2018     | Flota del Mar del Norte | Activo |
| 599             | 安阳 / Anyang     |                 |                    | 12 de abril de 2018     |                         |        |
| 601             | 南通 / Nantong    |                 |                    |                         |                         |        |

## Exportaciones
En enero de 2013, se confirmó que China ofreció tres Tipo 054A a la Real Armada Tailandesa por mil millones de dólares. Finalmente, Tailandia seleccionó un derivado del destructor de la clase Gwanggaeto el Grande de Corea del Sur de Hanwha OceanDaewoo Shipbuilding & Marine Engineering.
Pakistán encargó cuatro variantes del Tipo 054A a Hudong-Zhonghua en 2017-2018 como Tipo 054A/P, o clase Tughril. La primera de ellas, PNS Tughril (F261), entró en servicio el 8 de noviembre de 2021.